# RCS La Chapelle
Reunion des Cheminots et des Sportifs de la Chapelle Saint-Luc là một đội bóng đá Pháp thành lập năm 1942. Đội có trụ sở tại La Chapelle-Saint-Luc, Champagne-Ardenne, Pháp và hiện đang chơi trong Championnat de France Amateurs 2 Group B,giải hạng năm trong hệ thống giải đấu bóng đá Pháp. Đội chơi tại Stade SNCF ở La Chapelle-Saint-Luc, có sức chứa 1.000.
La Chapelle Saint-Luc lọt vào vòng 8 của 2009-10 Coupe de France, thua 4-1 trước FC Mulhouse.